# Oleksandr Sjovkovskyj
Oleksandr Volodymyrovytj Sjovkovskyj (født 2. januar 1975 i Kijev, Sovjetunionen) er en ukrainsk tidligere fodboldspiller, der spillede som målmand for Dynamo Kyiv. Han spillede for klubben størstedelen af sin karriere, og vandt intet mindre end 12 ukrainske mesterskaber med klubben. Han var også med til at nå semifinalen i Champions League i 1999.

## Landshold
Sjovkovskyj nåede i sin tid som landsholdsspiller (1994-2012) at spille 92 kampe for det ukrainske landshold, som han debuterede for den 13. november 1994 i en EM-kvalifikationskamp mod Estland. Han var en del af den ukrainske trup til VM i 2006 i Tyskland, hvor holdet nåede kvartfinalerne.